# راشد الدوسري
راشد عبد الرحمن سيف الدوسري، من مواليد 24 مارس 1980 في البحرين، لاعب كرة قدم بحريني.
بدأ مسيرته الكروية مع نادي المحرق في عام 2000، ولعب معهم حتى عام 2004، وفي موسم 2004/2005 انتقل إلى نادي العربي القطري، وعاد في عام 2005 إلى نادي المحرق، وأعير إلى نادي الخور القطري في موسم 2005/2006.
و هو يلعب مع منتخب البحرين لكرة القدم منذ عام 2002، وشارك معه في كأس آسيا 2004 (حيث أحرز المنتخب المركز الرابع)، وكأس آسيا 2007.

## كأس الخليج 2003
و قد سجل هدف في مرمى منتخب اليمن لكرة القدم.

## روابط خارجية
- راشد الدوسري على موقع قاعدة بيانات كرة القدم.إي يو (الإنجليزية)
- راشد الدوسري على موقع ناشيونال فوتبول تيمز (الإنجليزية)
- راشد الدوسري على موقع Soccerway.com (الإنجليزية)